# Zahrádky (zámek)
Zámek Zahrádky (dříve Nový zámek, nebo též Nový Vítkovec, německy Neuschloss) je zámek v obci Zahrádky na Českolipsku, v Libereckém kraji. Okolí zámku tvořilo původně samostatnou osadu Nový Zámek. Zámecká stavba byla postavena po roce 1547 rodem Vartenberků. V pobělohorských konfiskacích jej získal Albrecht z Valdštejna, který realizoval stavební úpravy ve slohu raného baroka a začlenil statek do svého Frýdlantského vévodství. Sňatkem jeho dcery přešlo panství do majetku Kouniců a hlavním sídlem české linie Kouniců byl zámek až do 20. století. Ve druhé polovině 18. století došlo k výrazné stavební úpravě (Antonín Schmidt). Po vymření české větve Kouniců přešel zámek dědictvím na další spřízněné rodiny a v roce 1945 byl jako německý majetek zestátněn na základě Benešových dekretů. K zámku přiléhá zachovalý zámecký park a navazující údolí Pekla, dnes národní přírodní památky Peklo. V lednu 2003 zámek vyhořel, jeho současným majitelem je Univerzita Karlova. Zámek je zapsán na seznamu kulturních památek České republiky. Pro veřejnost byl jedenáct let uzavřen. Vlastník v létě 2014 umožnil omezené prohlídky zachovalých částí,zámecký park je veřejnosti přístupný a bývá místem konání každoročních Zahrádeckých slavností.

## Historie

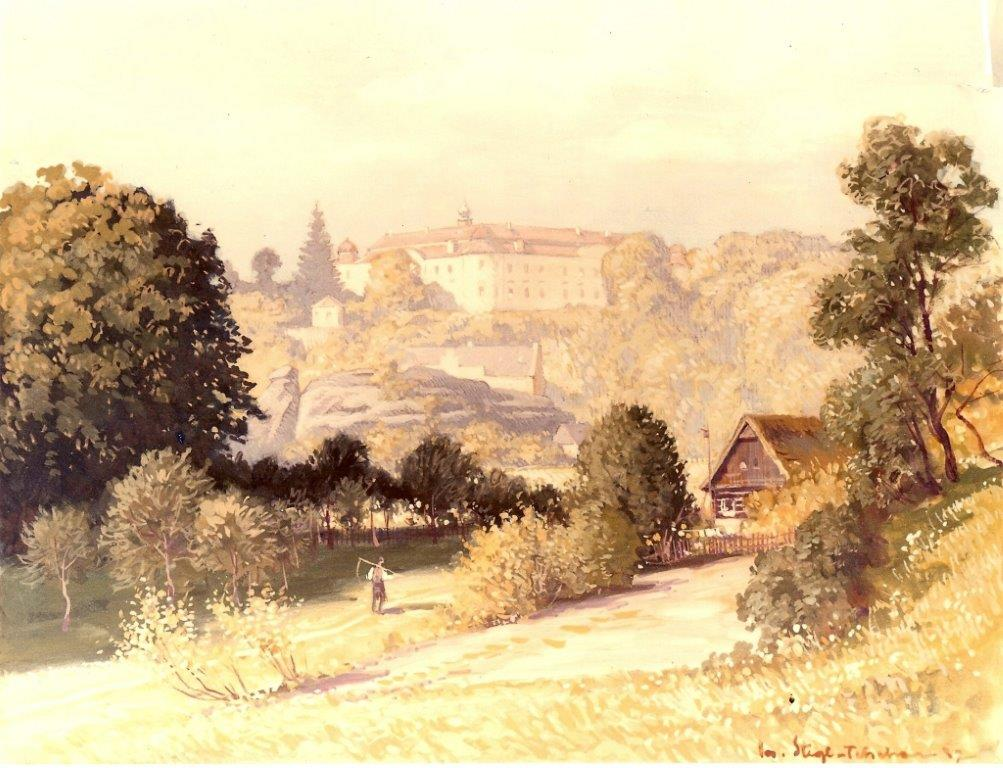
Zámek na malbě z roku 1945

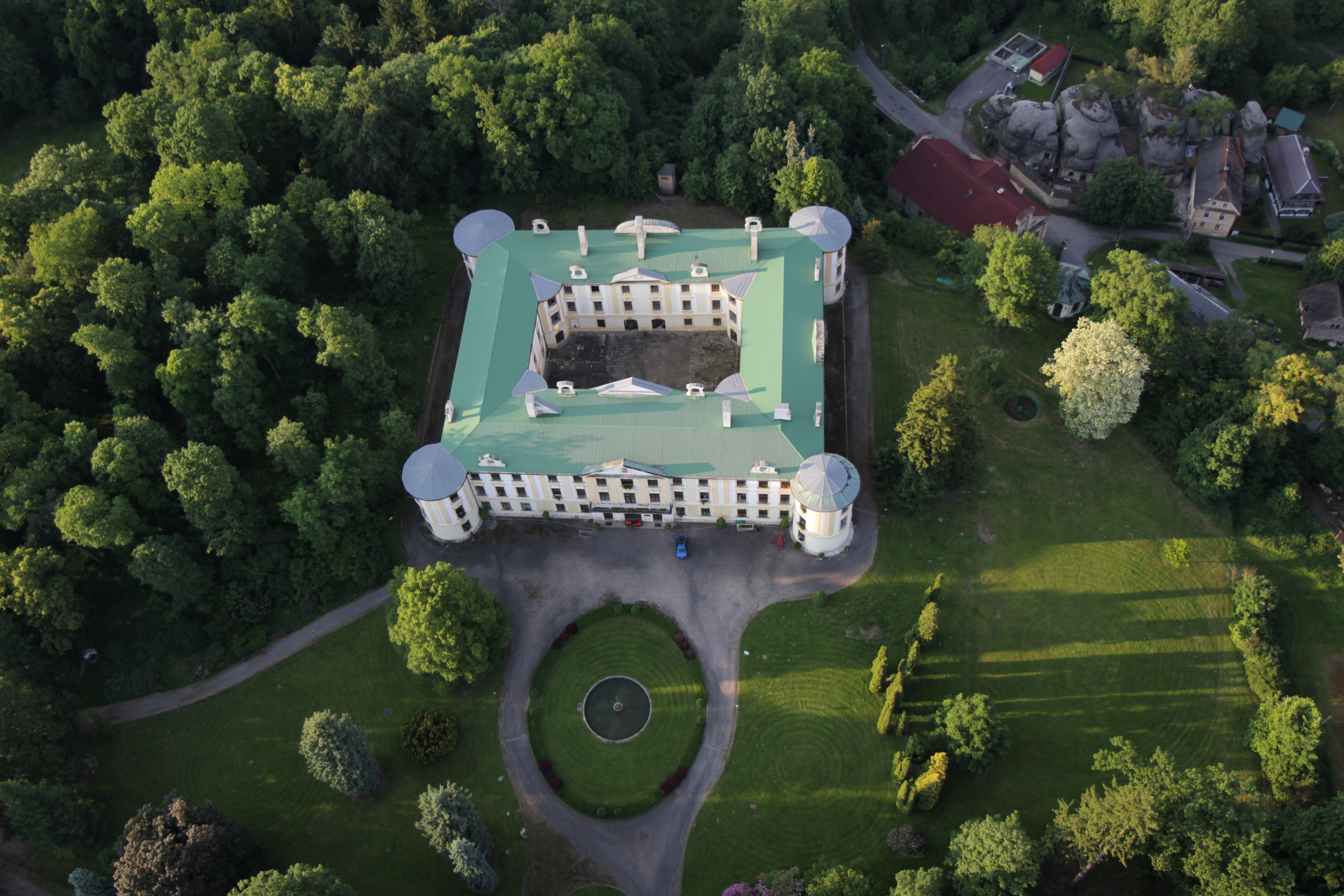
Zámek s provizorním zastřešením, 2013

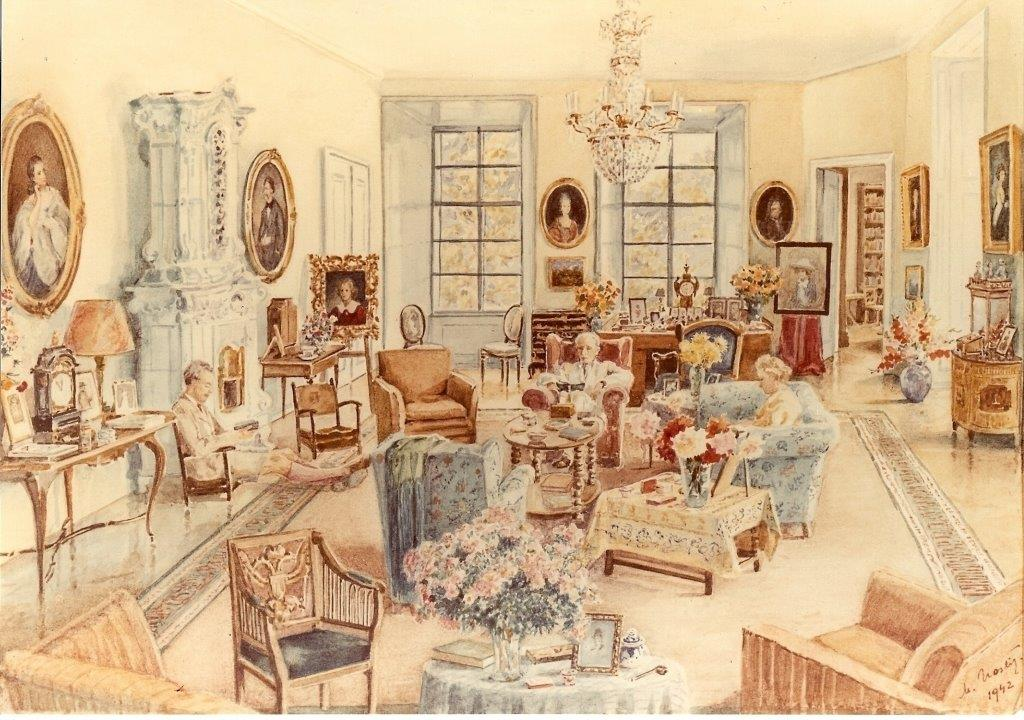
Johannes a Marie Gabriela z Lichtenštejna se synem Emanuelem, na zámku kolem roku 1942.

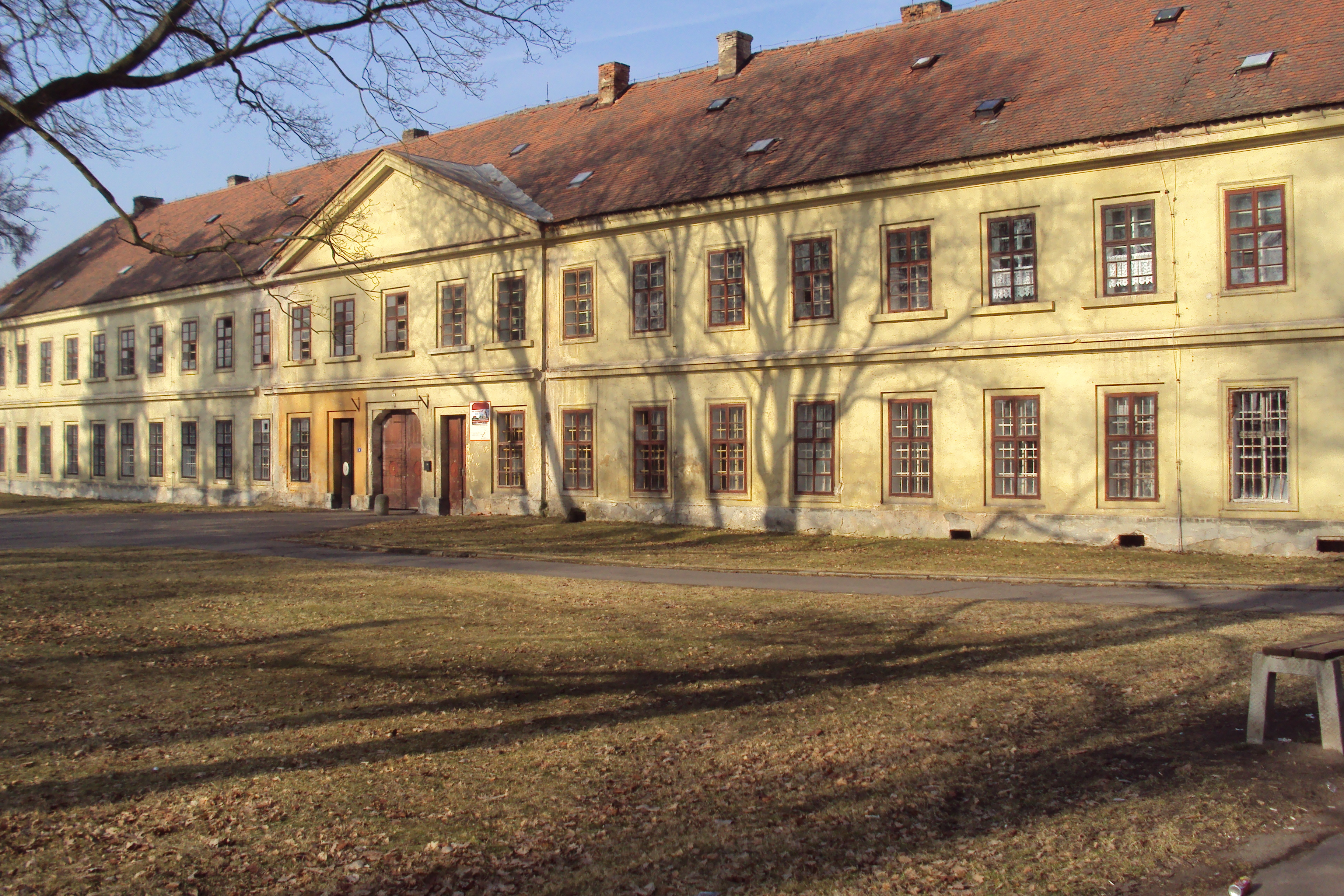
Budova hospodářského dvora jižně od zámku

Vdova po Václavovi z Vartenberka Kateřina sídlila do své smrti roku 1552 na zámku Vítkovci. Roku 1547 se rozhodla pro svého syna Jana postavit nové sídlo svého rozsáhlého panství v Zahrádkách. Zámek byl stavěn u Robečského potoka na místě, kde o 200 let dříve stávala tvrz. Nazývala ho původně Nový Vítkovec a dostavěla jej se synem roku 1550. Zemřela o dva roky později, když stačila předtím své panství rozšířit dalšími nákupy. Nové sídlo bylo pojmenováno Nový zámek a celé území pak mnoho dalších let Novozámeckým panstvím.
Po bitvě na Bílé hoře Jan Jiří z Vartenberka roku 1622 panství včetně zámku ztratil a konfiskát koupil o rok později Albrecht z Valdštejna, který krátce nato získal i sousední panství Česká Lípa zkonfiskované Sahlhausenům. Obě panství pak začlenil do svého Frýdlantského vévodství. Na Novém zámku provedl úpravy v raně barokním slohu, zámek měl v té době 60 obytných místností včetně hlavního sálu prostupujícího dvě patra. S ohledem na svou vojenskou kariéru a budování dalších rezidencí sem zajížděl jen výjimečně, jeho pobyt na Novém zámku je doložen jen v listopadu 1633. Zatímco velkou část svého majetku propůjčoval Albrecht z Valdštejna jako léna svým příznivcům, Nový zámek byl spolu s patnácti dalšími panstvími vyčleněn jako nezcizitelná a věčná součást Frýdlantského vévodství. Po zavraždění Albrechta z Valdštejna byl veškerý jeho majetek zkonfiskován a postupně přerozdělován důstojníkům a politikům, kteří měli na jeho exekuci podíl. Krátce poté přijel na Nový zámek Zdeněk Lev Libštejnský z Kolovrat v čele konfiskační komise, která pak pokračovala na Valdštejnovo hlavní sídlo v Jičíně. Z obrovského majetku frýdlantského vévody zůstala dědicům jen malá část, jednalo se právě o Nový zámek, který jako své věno nárokovala vdova Isabela Kateřina, rozená Harrachová (1601–1656). Po složitém vyjednávání nárok na Nový zámek s Českou Lípou obhájila až v roce 1636, k čemuž jí významně pomohl její vlivný bratr, pražský arcibiskup a kardinál Arnošt Vojtěch z Harrachu (1598–1667). Ten také zajišťoval správu panství, protože Isabela Kateřina pobývala převážně ve Vídni. 
Dědičkou Nového zámku s Českou Lípou se stala jediná dcera Albrechta z Valdštejna Marie Alžběta (1625–1662), která se proti matčině vůli provdala za hraběte Rudolfa z Kounic (1617–1664), nejvyššího lovčího Českého království. I když novozámecké panství tvořilo jen zlomek bývalého majetku frýdlantského vévody, jednalo se o poměrně velký pozemkový celek v severních Čechách, k němuž kromě města Česká Lípa patřila další dvě městečka a 32 vesnic. Rudolf z Kounic vlastnil sice Velké Meziříčí, ale nakonec se s manželkou trvale usadil na Novém zámku. Přispěl k obnově hospodářství zdevastovaného třicetiletou válkou. Z početného potomstva byl nástupcem Arnošt František (1647–1680), který sloužil v císařské armádě, ale závěr svého krátkého života strávil na Novém zámku. Během selských bouří v roce 1680 zůstal na zámku v podstatě uvězněn, protože byl upoután na lůžko a nemohl své sídlo opustit. Zemřel krátce poté a vzhledem ke špatným vztahům se sourozenci odkázal překvapivě majetek příbuzným Valdštejnům. V roce 1680 se tak majitelem Nového zámku stal vzdálený bratranec hrabě Karel Ferdinand z Valdštejna (1634–1702). Bratři Arnošta Františka Kounice sice závěť napadli, ale neúspěšně, mimo jiné vzhledem k vlivným konexím, které měl Karel Ferdinand z Valdštejna jako významný císařský diplomat a dvořan. Právě služba v diplomacii a u dvora však Valdštejna přivedla do vysokých dluhů, a protože vlastnil i další rozsáhlé statky (Mnichovo Hradiště, Svijany, Loučeň), na vlastnictví Nového zámku nijak zásadně netrval. V roce 1696 tak celé panství prodal Janu Vilémovi z Kounic (1656–1721), mladšímu bratrovi zemřelého Arnošta Františka. Jan Vilém zaplatil 450 000 zlatých a zasloužil se o rozšíření zámeckého parku doplněním o několik barokních plastik. Kromě toho počátkem 18. století uzavřel rodinnou smlouvu s tehdy významným představitelem moravských Kouniců, říšským místokancléřem Dominikem Ondřejem z Kounic, která stanovila podmínky pro případ vymření jedné z rodových větví. Na základě této smlouvy zřídil Jan Vilém z Kounic ze svých statků fideikomis (1711). 

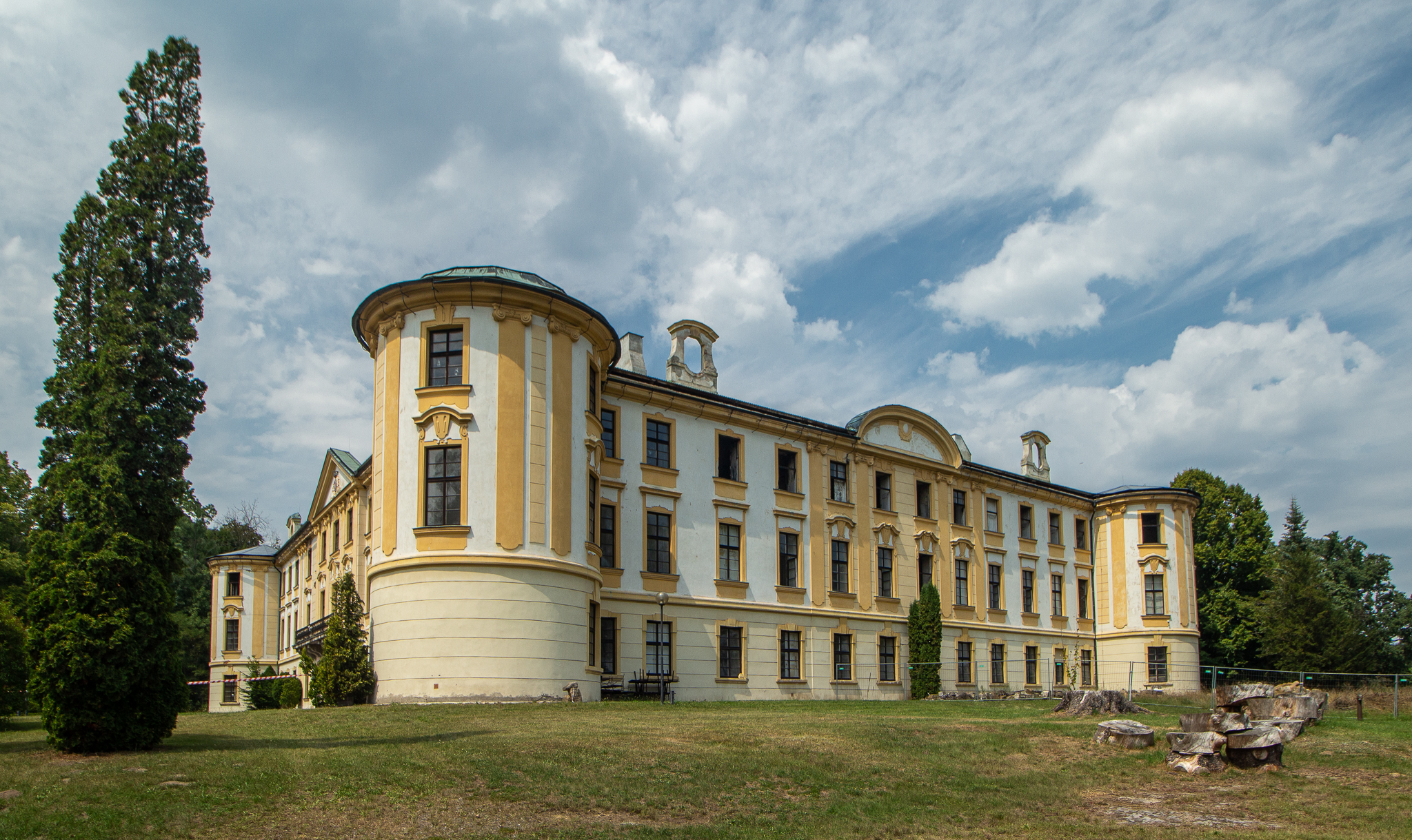
Jihovýchodní nároží zámku (stav 2022)

Zpětným odkupem novozámeckého panství, nákupy dalších majetků (Houska), barokním stylem života a finanční podporou vzniku církevních staveb (augustiniánský klášter v České Lípě) se Kounicové dostali do vysokého zadlužení. I když hodnota majetku činila jeden milión zlatých, úvěrové zatížení představovalo půl miliónu zlatých. Z pozůstalostního inventáře pořízeného po smrti Jana Viléma vyplývá, že zámek byl v té době honosně zařízen včetně zmínky o dvou kaplích. Nástupce Jan Josef (1692–1738) rodový majetek dále zadlužoval, hrozbě exekuce a zrušení fideikomisu měla zabránit smlouva, kterou měl formou pronájmu převzít finanční závazky Maxmilián Oldřich z moravské větve. Ten ale po seznámení se stavem panství od dohody ustoupil a majetek nakonec převzal Jan Adolf z Kounic (1696–1771), mladší bratr Jana Josefa. Po jeho smrti byl téměř půl století majitelem Nového zámku Michael Josef z Kounic (1745–1820). Ten navzdory přetrvávajícím finančním problémům hned po převzetí dědictví podnikl významnou přestavbu zámku (1771–1781). Projektantem byl pražský stavitel Antonín Schmidt, který v té době pracoval na nedalekých zámcích Zákupy a Ploskovice. V exteriérech se přestavba projevila především vybudováním čtvrtválcových nároží a rizalitu ve vstupním průčelí, dispoziční změny proběhly i v interiérech. Antonín Schmidt ve stejné době stavěl také Kounický palác v Praze na Malé Straně. Stavební úpravy již v klasicistním stylu dokončil Vincenc z Kounic (1774–1829), který se mimo jiné zajímal o přírodní vědy. Za Vincence a jeho syna Michaela Karla (1803–1852) navštěvovala zámek řada osobností českého národního obrození (Josef Dobrovský, František Palacký, Pavel Josef Šafařík, Božena Němcová). Michaelova manželka Eleonora, rozená Voračická z Paběnic (1809–1898), byla významnou českou vlastenkou. 
V letech 1852–1897 byl majitelem zámku a velkostatku Albrecht z Kounic (1829–1897), který po vymření moravské větve Kouniců (1848) začal uplatňovat nároky na její majetek. S dcerami posledního knížete Aloise Václava vedl dlouholetý soudní spor a velkostatky na Moravě (Slavkov, Uherský Brod) získal až v roce 1862. Poté na Moravě trvale pobýval a Nový zámek zůstal opuštěn. Moravské statky zdědil po jeho smrti mladší bratr, známý mecenáš Václav Robert z Kounic, zatímco dědičkou Nového zámku se stala Albrechtova dcera Marie (1855–1918), provdaná za prince Egona z Hohenlohe (1853–1896). Aby mohly jejich děti zdědit fideikomis, požádala Marie (již jako vdova) o spojení jmen obou rodin (1904, Hohenlohe-Waldenburg-Schillingsfürst-Kaunitz). Princezna Marie z Hohenlohe na Novém zámku trvale žila a také zde zemřela, krátce po převzetí majetku ale přistoupila k prodeji řady průmyslových provozů velkostatku (v roce 1901 například za půl miliónu korun prodala pivovar v České Lípě). V roce 1918 zdědila Nový zámek její mladší sestra Eleonora (1862–1936), provdaná za hraběte Gézu Andrássyho (1856–1938) z významné uherské šlechty, který mimo jiné vlastnil zámky Betliar a Krásna Hôrka na Slovensku. Eleonora Andrássyová převedla v roce 1933 vlastnictví velkostatku na nejstarší dceru Marii Gabrielu (zvanou Marizza, 1886–1961), která na zámku v mládí několikrát pobývala. V roce 1906 se provdala za prince Jana z Lichtenštejna (1873–1959), diplomata a námořního důstojníka. Měli spolu čtyři děti, mladší synové princové Emanuel (1908–1987) a Jan František (1910–1975) koupili zámek s velkostatkem od matky v roce 1939. Praktické využití zámku v této době není úplně zmapováno, hraběnka Marizza Andrássyová ale nechala v parku zřídit pomník své matky Eleonory. Na základě Benešových dekretů byl v roce 1945 Nový zámek zestátněn jako německý majetek. 
Po znárodnění v roce 1945 se stal zámek majetkem ministerstva zemědělství, které zde zřídilo Výzkumnou stanici pro chov drůbeže a drobného kožešinového zvířectva. Hodnotný mobiliář byl přidělen Náprstkovu muzeu a České filharmonii, která nábytkem z Nového zámku vybavila Rudolfinum. Nejhodnotnější kusy byly převezeny na zámek Kačina. Později zde vytvořilo Ministerstvo zahraničního obchodu Domov mládeže a středisko pro zahraniční studenty. S tím souvisí zajímavost, že se o Zahrádkách několikrát zmínil i africký student "Mireček" ve filmu Dušana Kleina Jak básníci přicházejí o iluze. Koncem 20. století jej měla v majetku pražská Univerzita Karlova a nechala jej upravit.
Dne 30. ledna 2003 zámek i s vybavením a obrazovou galerií vyhořel. Příčinou byl zřejmě elektrický zkrat, pozdní nahlášení a mráz znesnadňující hasební práce. Na budově byla škoda 87 milionů korun, na vybavení 4,5 milionů korun. Krátce po požáru obec vypsala sbírku na obnovu zámku. Odhadované náklady na opravu představovaly 100 milionů korun.[zdroj?] Areál i s parkem je volně přístupný.
V zámeckém parku jsou každoročně pořádány letní Zahrádecké slavnosti.

## Popis stavby
Jde o dvoupatrovou budovu se čtyřmi křídly, na rozích křídel má okrouhlé věže. V jedné z nich bývala hvězdárna. Průčelí je vyzdobeno trojosými rizality a trojúhelníkovými štíty.

## Zámecký park

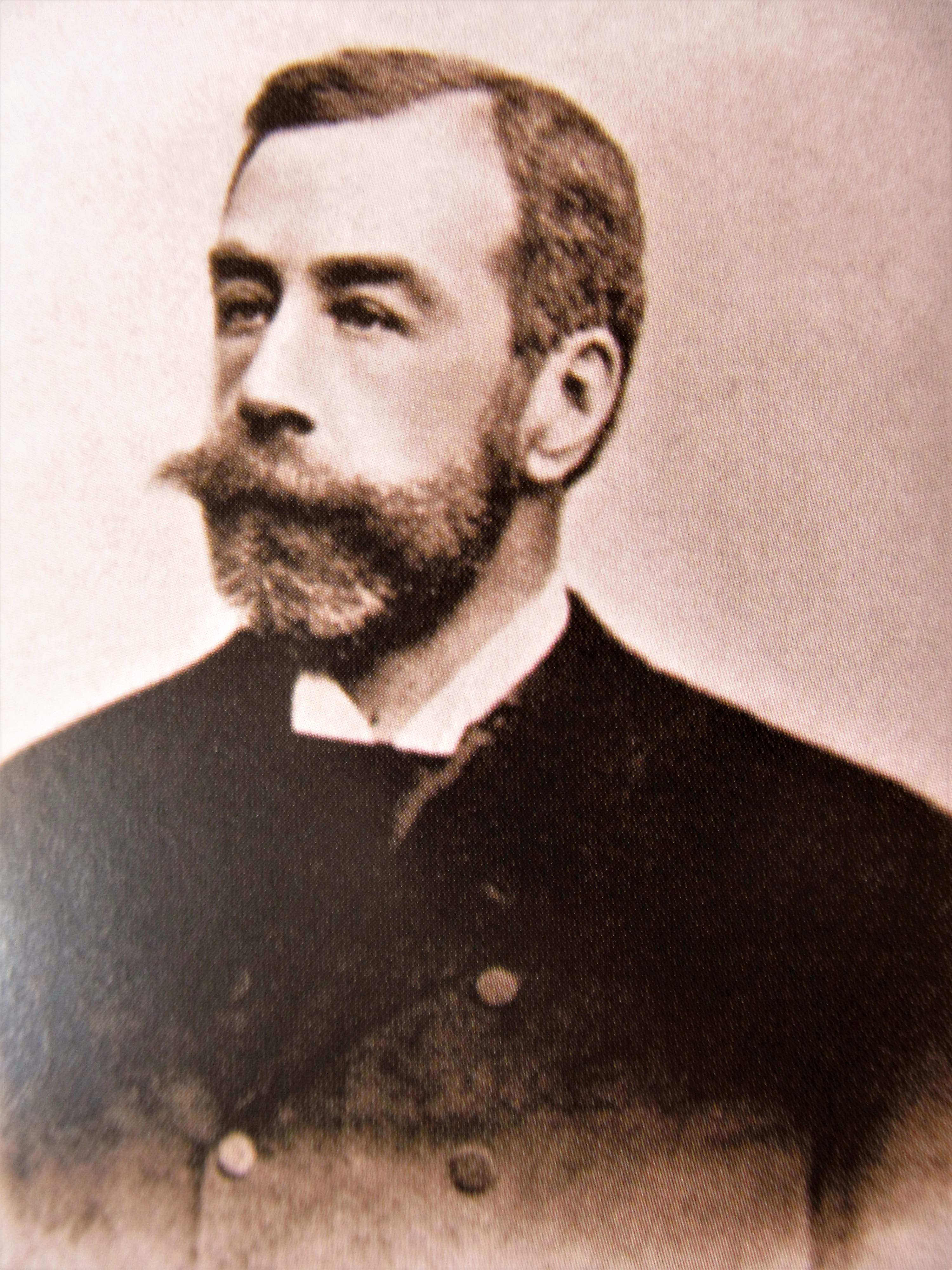
Hrabě Albrecht z Kounic (1829–1897), majitel zámku v letech 1852–1897

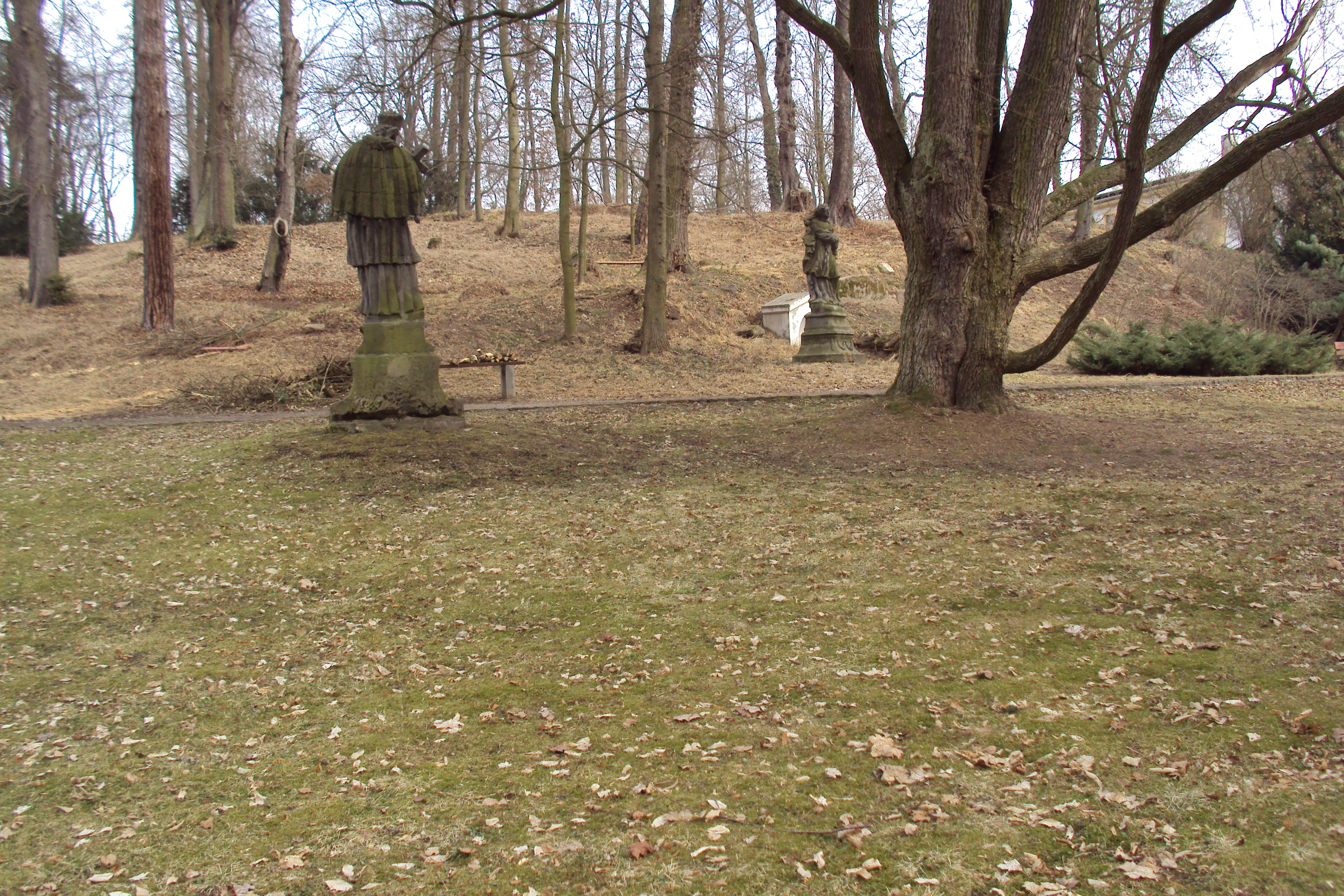
Sochy sv. Jana Nepomuckého a sv. Barbory v zámeckém parku, přenesené z Barbořina mostu u obory Vřísek

Zámecký park na plošině mezi obcí Zahrádky a pískovcovým skalním ostrohem nad údolím Robečského potoka, včetně navazujících alejí, nechal vybudovat v první polovině 17. století Albrecht z Valdštejna. Krajinářský park v Zahrádkách v podobě známé z 20.–21. století vznikl na půdorysu zmíněné barokní zahrady až v 19. století a také po celé 19. století byl průběžně upravován. V parku i okolí se nachází řada soch, je zde mnoho vzácných stromů. V parku byly od samého počátku vysazovány kromě domácích druhů i exotické dřeviny. Na základě terénního průzkumu zde bylo na počátku 21. století zjištěno celkem 128 taxonů dřevin, z toho 27 jehličnatých a 101 listnatých. Historická část parku i se zámkem je obehnána kamennou zdí. Součástí areálu je řada hospodářských budov, jedna z nich se nalézá mimo hradbu.
Zámecký park i Valdštejnská alej jsou součástí přírodní památky Zahrádky u České Lípy, která byla vyhlášena 16. března 2013.
V rámci romantizujících úprav bylo v 19.  století krajinářsky přetvářeno i území na severním okraji zámeckého areálu nad údolím Robečského potoka. Do komponovaných úprav byly zahrnuty i pískovcové skalní výchozy a údolní niva Robečského potoka. O největší krajinářské úpravy se zde zasloužil Albrecht z Kounic, který spravoval Novozámecké panství v druhé polovině 19. století a po němž bývá tato část krajinného parku nazývána Albrechtovo údolí.

## Přístup k zámku
K zámku je dobrý přístup z obce s dostatkem parkovacích míst. Vede sem cyklotrasa 3053 i evropská pěší trasa E10, pokračující do údolí Pekla. Od vlakové zastávky Zahrádky u České Lípy na trati 087 je vzdálen zhruba 1 km.